# Vernehmungstheorie
Die Vernehmungstheorie beschäftigt sich mit der Frage, unter welchen Voraussetzungen eine mündliche Willenserklärung unter Anwesenden zugeht. Das Bürgerliche Gesetzbuch (BGB) regelt einen solchen Fall nicht ausdrücklich. Eine mündliche Willenserklärung unter Anwesenden, wozu auch eine telefonische Übermittlung gemäß § 147 Abs. 1 Satz 2 BGB zählt, geht grundsätzlich dann zu, wenn der Empfänger sie vernehmen kann. Dies setzt aber voraus, dass der Empfänger auch in der Lage ist, die Erklärung richtig zu erfassen. Ist der Empfänger taub oder fehlt ihm die Sprachkenntnis, kann die Erklärung nicht zugehen. Das Risiko trägt danach der Erklärende.
Umstritten ist, ob von diesem Grundsatz abgewichen werden kann, wenn der Empfänger die Erklärung falsch beziehungsweise unvollständig versteht.

## Strenge Vernehmungstheorie
Die strenge Vernehmungstheorie fordert immer richtiges Verstehen der Willenserklärung, sonst geht die Erklärung nicht zu. Das Risiko, dass die Erklärung falsch verstanden wird, trägt daher stets der Erklärende. Für diese Theorie sprechen ihre Klarheit und Prägnanz, die den Empfänger schützt.

## Eingeschränkte Vernehmungstheorie
Die eingeschränkte (auch modifizierte) Vernehmungstheorie bejaht den Zugang einer mündlichen Erklärung unter Anwesenden, wenn für den Erklärenden kein begründeter Anlass besteht, daran zu zweifeln, dass der Empfänger seine Worte richtig und vollständig vernommen hat. Die Erklärung geht also nicht zu bei Kenntnis des Erklärenden vom Wahrnehmungshindernis. Der Erklärende hat bei Zweifeln am Verständnis seine Erklärung zu wiederholen und dem Empfänger zu verdeutlichen. Die eingeschränkte Vernehmungstheorie schützt damit das Interesse des Rechtsverkehrs und verteilt das Risiko des Nichtverstehens unter den Beteiligten.

## Beispiele
- 1. Beispiel

U kündigt seinem ausländischen Arbeitnehmer A. Dieser nickt zustimmend, obwohl er U wegen schlechter Deutschkenntnisse nicht richtig verstanden hat.
Nach der eingeschränkten Vernehmungstheorie hätte U damit rechnen müssen, dass A ihn nicht richtig versteht und nachfragen müssen, ob A die Kündigung zur Kenntnis genommen hat. Es liegt kein Zugang der Kündigung vor.
- 2. Beispiel

X bestellt telefonisch bei Y 200 Stoffeisbären. Y ist altersbedingt schwerhörig, was X aber nicht weiß, und versteht 100 Stoffeisbären. Y sagt Lieferung der Stoffeisbären zu.
Die Schwerhörigkeit des Y war für X nicht erkennbar. Y hätte die bestellte Menge wiederholen können, um einem durch Schwerhörigkeit bedingten Missverständnis vorzubeugen. Das Angebot des X über 200 Stoffeisbären ist unter Anwendung der eingeschränkten Vernehmungstheorie damit wirksam zugegangen und durch Zusage der Lieferung angenommen worden.